# بزغالة
بزغالة (بالفارسية: بزغاله) هي مستوطنة تقع في قسم تشالدران الشمالي الريفي (مقاطعة تشالدران) في إيران. يقدر عدد سكانها بـ 116 نسمة .